# 仙台進学プラザ
株式会社仙台進学プラザ（せんだいしんがくプラザ）とは、仙台市若林区土樋に本部を置く進学プラザグループの学習塾・予備校を運営する企業である。1985年に宮城県塩釜市で創業し、1987年から本格的に学習塾事業を始め、2024年時点で宮城県・山形県・福島県の東北3県に約80教室を展開している。2005年からは東北地方以外にも進出を始め、2024年時点で茨城県・千葉県・埼玉県・東京都・北海道・滋賀県・福井県を含めたグループ全体で約320教室を運営するに至っている。なお、関東地方と北海道の教室については、子会社である株式会社イー・エス・ティが、滋賀県と福井県の教室については、グループ会社である株式会社おうみ教育社が運営している、

## 概要
宮城県を本拠とする学習塾運営企業としては、「進学塾　仙台あおば学舎」などと競合し、その他、他地域資本の中では、栄光・秀英予備校・東北大進学会・ワオ・コーポレーション（能開センター・個別指導Axisなど）といったところとしのぎを削っている状況にある。2023年は仙台二華中の定員の7割、仙台二高の定員の約5割、仙台一高の定員の約4割の合格を出すなど中でも難関校の合格者数で他の学習塾と大きな差を付けている。
特色としては、東北では唯一「四谷大塚」との提携カリキュラムが組まれ、仙台本部校や、泉中央校、札幌麻生4丁目校、札幌円山公園校等で講習が実施されている。

## 沿革
- 1985年（昭和60年）4月 - 「株式会社仙台進学プラザ」設立
- 1985年に宮城県塩竈市の公民館を借りたことから始まった

## グループ事業所
- 宮城県

小・中学生対象の集団指導の仙台進学プラザ(全3教室)
小・中・高校生対象の完全個別指導(講師:生徒 = 1:2）の仙台個別指導学院(全14教室)
小・中学生対象の難関高校専門集団指導の一高・二高TOPPA館(全14教室）
小学生対象の中学受験専門集団指導の俊英四谷大塚(全5教室）
幼児・小学生対象の学童保育のKidsDuo(全3教室)
名取市小規模保育園　ぷらざ保育園(1教室)
保育所型認定こども園　ぷらざこども園長町(1教室)
- 福島県

集団指導と個別指導の仙台進学プラザ・進学プラザ(全2教室)
小・中学生対象の難関高校専門集団指導の安高・黎明TOPPA館(1教室）
- 山形県

集団指導と個別指導の進学プラザ(全5教室)
- 宮城県・福島県・山形県

大学受験専門の東進衛星予備校(全21教室)
中学生対象の東進中学NET(全8教室)

### 関連会社

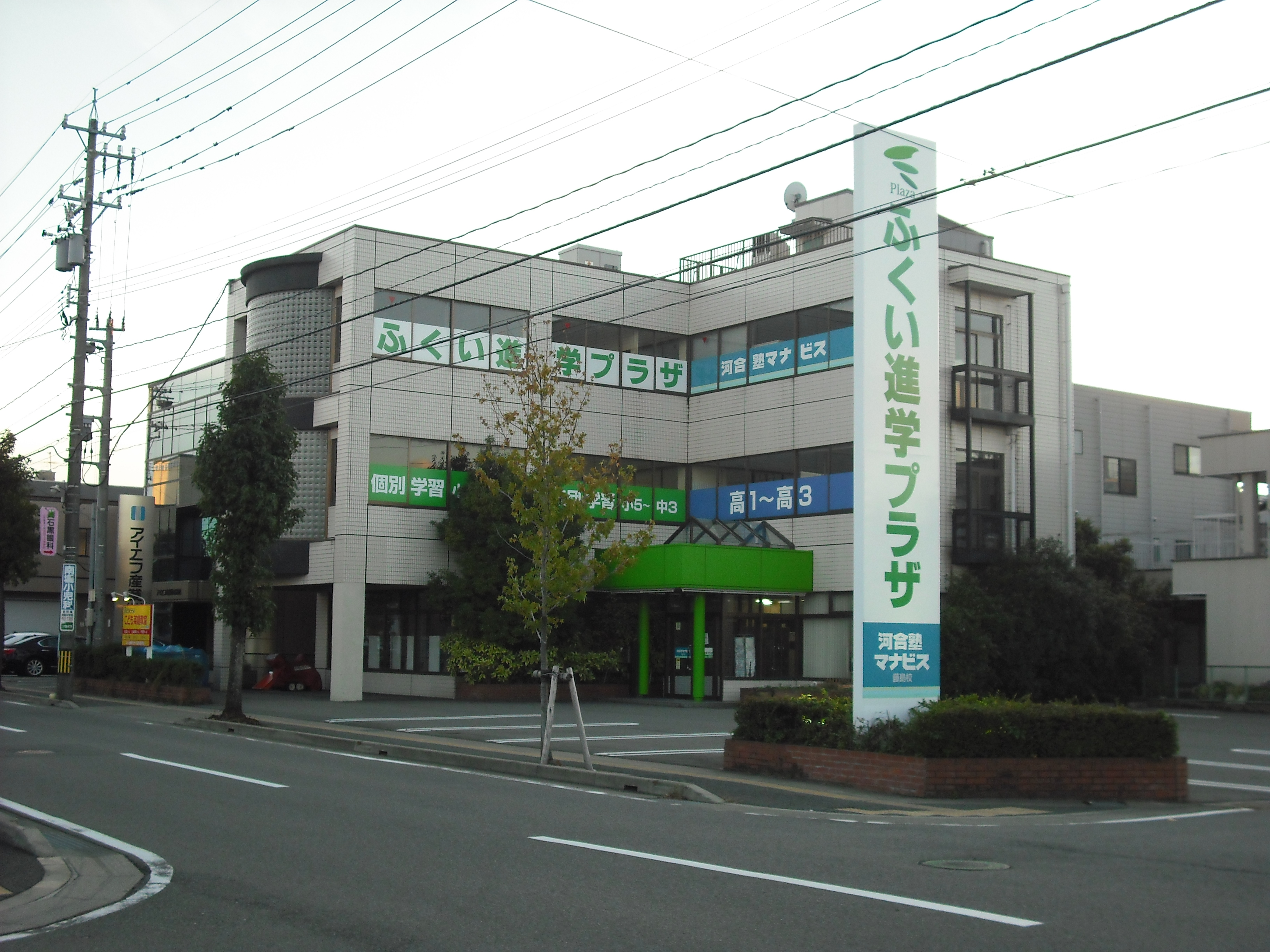
ふくい進学プラザ

- 株式会社イー・エス・ティ

(茨城県・千葉県・埼玉県・東京都・北海道に229教室)
- 株式会社おうみ教育社

(滋賀県・福祉県に19教室)